# 母を恋うる歌
『母を恋うる歌』（ははをこうるうた）は、2009年8月19日に ビクターより発売された橋幸夫の175枚目のシングルである。CD（VICL-36524）とカセットテープ（VISL-36524）の2形式で発売された。

## 概要
- 作詞作曲は小椋佳。橋（1943年生まれ）と小椋（1944年生まれ）は同世代であるが、これまで共演したことはなく、今回が初めての共演となる。橋は、小椋が制作した「愛燦燦」や「シクラメンのかほり」をライブで何度か歌ったことがあって、機会があれば共演したいと考えており、ディレクターを通じて小椋に楽曲制作を依頼した[2]。
- 楽曲は「母」をテーマにし、企画・橋幸夫と記されている。橋の母は、1990年に没するが、橋を遠藤実の歌謡教室に通わせ、歌手になるきっかけをつくるとともに、晩年は認知症にかかり、橋夫妻の介護を受けた。晩年は9人の子供もわからなくなるなか、それでも末っ子の橋と橋の歌はよく覚えていたという[3]。
- これまで橋の、母をテーマにした曲は、サトウハチロー作詞、鈴木淳作曲の『郷愁』（『若者の子守唄』c/w曲）が知られ、当時はステージでも唄われていた[4]が、これは橋の母が認知症に罹る以前のものであった。母の病没前後には、夫人の橋凡子作詞に最初の恩師遠藤実が作曲した「母」（『荒野をひとり』c/w曲）をリリースしているが、数は少ない。
- 本楽曲について、橋は、母をテーマにした「決定的な歌はこれ」と評している[5]。
- 編曲は宮下博次で、橋とは リバスター時代にアルバムで何曲も共演している。
- c/w『密やかな野望』は、作詞、作曲、編曲とも『母を恋うる歌』と同様である。
- ジャケットの内面に歌詞が記されているが、別に、両曲の歌詞ならびに楽譜が記された歌詞カードが付属する。

## 収録曲
1. 母を恋うる歌
作詞、作曲： 小椋佳、編曲：宮下博次
2. 密やかな野望
作詞、作曲： 小椋佳、編曲：宮下博次

## 収録アルバム
- 橋のアルバムには未収録
- CD-BOXでは
  - 『橋幸夫のすべて』（CD-BOX 5枚組　全105曲収録） [2011年2月8日発売]Disc3に収録
  - 『橋幸夫ベスト100+カラオケ15』（CD-BOX 5+1枚組） [2015年10月28日発売]Disc3に収録
- その他
  - 『ビクター歌のカタログ-2010最新版-』（2010年1月20日） VICL-63518に収録